# Округ Еванџелин (Луизијана)
Еванџелин (енгл. Evangeline Parish) је округ у америчкој савезној држави Луизијана.

## Демографија
По попису из 2010. године број становника је 33.984, што је 1.45 (-4,1%) становника мање него 2000. године.
| Група             | 2000.          | 2010.          |
| Белци             | 24.730 (69,8%) | 23.071 (67,9%) |
| Афроамериканци    | 10.122 (28,6%) | 9.632 (28,3%)  |
| Азијати           | 51 (0,1%)      | 114 (0,3%)     |
| Хиспаноамериканци | 368 (1,0%)     | 776 (2,3%)     |
| Укупно            | 35.434         | 33.984         |